# Едді Бертен
Едді Ч. Бертен (нід. Eddy C. Bertin; псевдоніми Едіт Брендал, Доріак Грейсан; Гамбург-Альтона, 26 грудня 1944 — Крит, 21 травня 2018) — фламандсько-бельгійський автор творів для дітей, юнацтва та дорослих. «Хрещений батько» нідерландськомовної наукової фантастики.

## Біографія
Едді Чарлі Бертен народився в Альтоні, Гамбург, Німеччина, у сім'ї бельгійського теслі та німкені, яка працювала на пошті. Невдовзі після його народження сім'я переїхала до Бельгії, де він і жив з того часу, за винятком одного року, проведеного в Німеччині. Вивчав мови у Провінційному торговому та Вищому технічному інституті в Генті, після чого працював у банку. У вільний час писав оповідання. Жив у «Данвіч-хаусі» в Гентбрюгге, Фландрія.
Наприкінці 1960-х Бертен опублікував свої перші науково-фантастичні оповідання та оповідання жахів для дорослих. Він також склав збірки цих оповідань. За свої оповідання він отримав кілька нагород. Його перша книжка для дітей була опублікована лише в 1984 році. З 1994 по 2003 рік Едді Бертен був секретарем Griezelgenootschap (Моторошне товариство), восьми письменників оповідань жахів (включно з Таїсом Тенгом і головою Паулем ван Луном), які щорічно складали збірку оповідань на певну річну тему для видавництва Elzenga. Він також дуже активно працював у всіляких журналах протягом тривалого часу. Він сам редагував кілька з них, найвідомішим з яких є «SF Guide».
У 1976 році вийшла збірка «Самотній кривавий птах» (нід. Eenzame bloedvoge), до якої увійшло оповідання «Як самотній кривавий птах». Це стало початком його званого мембранного циклу (нід. membraancyclus), який з'явився розкиданим по журналах та антологіях. Мембранний цикл — це низка текстів (таких як оповідання, вигадані контракти, документальні твори, висловлювання та вигадані рекламні тексти), які пов'язані разом, оскільки розповідають про майбутнє людства. Це майбутнє визначається відкриттям мембран, за допомогою яких люди можуть подорожувати в просторі та часі. Оповідання так і не були зібрані в остаточну збірку. Вважається, що ядро текстів містить три збірки: «Самотній кривавий птах / Eenzame bloedvogel», «Дрімлячі пляжі розуму / De sluimerende stranden van de geest» та «Сліпий, глухонімий звір на Лисій горі / Het blinde, doofstomme beest op de kale berg». Проте деякі оповідання з'являлися в інших збірниках чи журналах, як-от De Tijdlijn.
Його літературний жанр в основному обмежується жахами та історіями жахів. У його дитячих книжках моторошні персонажі частіше є другорядними героями. Він також зробив внесок у жанр кримінального трилера. Для дорослих це оповідання в антологіях:
- 1982 Deuren 1 tot en met 5 [Zwarte Beertjes Crime-jaarboek];
- 1984 Grootje van m'n hart [Zwarte Beertjes Crime Jaarboek 2];
- 1985 De nacht van de psycho & Zes kogels voor Jef Geeraerts [Misdaad op z'n Hollands, Loeb];
- 1986 De ritualen van Rosanne Rozenkrans [Crime jaarboek 1986, Holkema];
- 1986 De terminal-moorden [Sherlock Holmes in Holland, Loeb].

Написав три романи/повісті для молоді:
- 1983 De schaduw van de raaf [Kraaikop, Gent];
- 1991 Afspraak om middernacht [Zwijsen, Tilburg];
- 1995 De schaduwman komt je halen [Zwijsen, Tilburg].

На міжнародному рівні, окрім науково-фантастичних творів, Бертін користується популярністю завдяки своїм жахам, що ґрунтуються на «міфах», які заклав американський письменник Г. П. Лавкрафт. У збірці «Учні Ктулху» (1974) з'явилося оповідання Бертена «Темрява, мене звуть». Історія розповідає про стародавню секту вайянів, які поклоняються сплячому богу К'яеґі та п'ятьом демонам, що його охороняють.
Пізніше Бертен здобув особливий успіх у дітей завдяки семи книжкам про Валентину Геллебель (нід. Valentina Hellebel; 1993—2004). Історії про дівчинку, яка в підлітковому віці дізнається, що успадкувала певні таємничі здібності від своєї бабусі. Ці книжки полюбляли і дорослі шанувальники Бертена, оскільки вони вільно перегукувалися з більшістю його попередніх творів на цю тему. Після «Книги тіней Валентини / Valentina's Schaduwboek» 2004 року він не опублікував жодної нової книги.
Він раптово помер у травні 2018 року під час відпустки на Криті.

## Сім'я
Його дочка — актриса Бренда Бертен, відома за фламандським серіалом «16+».

## Праці

### Для дорослих
- 1969 HORROR HOUSE, griezelverhalen, Yang, Gent
- 1970 OUT OF DARK AND LONELY PLACES, fantastische poëzie, Dunwich House, Ledeberg
- 1971 De achtjaarlijkse god, SF-verhalen, Bruna, Utrecht
- 1972 IETS KLEINS IETS HONGERIGS, griezelverhalen, Bruna, Utrecht
- 1973 OOG VAN DE VAMPIER, griezelroman, Schorpioen, Strombeek
- 1974 DAS ZEICHEN DES VAMPIR, griezelroman, Erber, Sasbachwalden (Duits, onder pseudoniem, Edith Brendall)
- 1974 'Darkness, my name is', in de bundel THE DISCIPLES OF CTHULHU (Engels, horror, New York Daw Books, Lovecraft Mythos)
- 1975 SAMENGESTELD UIT SPINNEWEBBEN, griezelverhaal, Icon, Kessel-Lo
- 1975 STAR SEA-SONGS, SF-poëzie & songs; Dunwich House, Ledeberg
- 1975 HET HOOFD TUSSEN DE BLADEN VAN MIJN BOEK; griezel-parodie, Countdown, Amsterdam (onder pseudoniem Edith Brendall)
- 1976 Eenzame bloedvogel, SF-verhalen, Bruna, Utrecht
- 1977 De kokons van de nacht, SF-roman, Bruna, Utrecht (samen met Bob van Laerhoven)
- 1977 DROOM MIJ DOOD, griezelnovelle, Bruna, Utrecht (naar en met tekeningen van Karel Thole)
- 1977 DERRIERE LE MUR BLANC, griezelverhalen, Ed. Gérard/Marabout, Liège (Frans)
- 1979 MIJN MOOIE DUISTERLINGE, griezelverhalen, DAP/Reinaert, Zele
- 1980 ROGER D¹EXSTEYL, DE GENTSE DEMONENSCHEPPER, essay, Prov. Oost-Vlaanderen, Gent
- 1980 BABY¹S ROSEMARY, griezel-parodie, Progressef Pocket, Antwerpen
- 1980 GRENZEN VAN HORROR EN FANTASY, essay, Abraxas, Gent
- 1980 TIME BIRTH/TIJDSGEBOORTE, SF-multimedia poëzie & songs; Dunwich House, Gent (Engels/Nederlands)
- 1980 EYURID-A LOVECRAFTIAN PORTFOLIO; fantasy-novelle, Dunwich House, Gent (naar en met tekeningen van Tais Teng)
- 1981 TRIPTIEK VOOR GRUWEL EN FANTASTIEK, griezelverhaal, Abraxas, Gent (onder pseudoniem Christiane Varen)
- 1981 SATANISCHE VERTELLIGEN, griezelnovelle, Stichting Fantastische Vertellingen, Amsterdam
- 1981 DE SLUIMERENDE STRANDEN VAN DE GEEST, SF-verhalen, Bruna, Utrecht
- 1983 DE SCHADUW VAN DE RAAF, griezelroman, Kraaikop/Cube, Gent
- 1983 HET BLINDE DOOFSTOMME BEEST OP DE KALE BERG, SF-verhalen, Bruna, Utrecht. De titelroman van Eenzame bloedvogel, De sluimerende stranden van de geest, Het blinde doofstomme beest op de kale berg, vormen de Membraan-trilogie in volgorde: 2/1/3.
- 1984 DE GRIEZELIGSTE VERHALEN VAN EDDY BERTIN, griezelverhalen, Loeb, Amsterdam
- 1985 POWROT DONIKAD, SF-verhalen, Iskry, Warszawa (Pools)
- 1998 KRIJSENDE MUREN, SF- & griezelverhalen, Babel, Lelystad-Dublin
- Kroniekreeks (essays) THE DUNWICH TALES in Survival Magazine, Deurne, daarna Cerberus, Deurne, nu Cerberus Online (sinds 1982; 115+ episodes)

### Для молоді
- 1974 NACHTMERRIE OVER CROWHOUSE, griezelnovelle, Vlaamse Filmpjes, Averbode
- 1976 OGEN VAN GROEN VUUR, SF-griezelnovelle, Vlaamse Filmpjes, Averbode
- 1976 NIET VAN DEZE AARDE, SF-novelle, Vlaamse Filmpjes, Averbode
- 1983 De schaduw van de raaf misdaadnovelle, Kraaikop Gent
- 1984 Xenon, SF-roman, BRT, Brussel (naar scenario van Paul Pourveur)
- 1986 HET LOGBOEK VAN DE MARY CELESTE, griezelnovelle, Vlaamse Filmpjes, Averbode
- 1986 Dit huis wil bloed, griezelroman, Zwijsen, Tilburg
- 1987 Het schip uit de toekomst, SF-roman, Zwijsen, Tilburg
- 1988 De planeet van de gouden spinnen, SF-roman, Zwijsen, Tilburg
- 1988 Hekserij bij volle maan, griezelroman, Zwijsen, Tilburg
- 1989 Gevangen in de video, SF-griezelroman, Zwijsen, Tilburg
- 1991 Afspraak om middernacht, misdaadroman, Zwijsen, Tilburg
- 1992 Invasie van de Draco's, SF-roman, Zwijsen, Tilburg
- 1992 Metro van de angst, griezelroman, Elzenga, Tilburg; heruitgave 1997 bij Elzenga, Amsterdam (11+)
- 1993 Geef me mijn lichaam terug! griezelroman, Zwijsen, Tilburg
- 1993 De dertiende nacht, griezelroman, Elzenga, Tilburg (Valentina-1) NACHT bij Elzenga, Amsterdam, (11+), (9+ in bepaalde herdrukken)
- 1994 De geest van dunwich, griezelroman, Zwijsen, Tilburg, (11+)
- 1995 Het oog in de muur, SF-griezelroman, Zwijsen, Tilburg
- 1995 De schaduwman komt je halen, thriller, Zwijsen, Tilburg
- 1995 Bloedrode kamers, Elzenga, Tilburg (Valentina-2), (11+)
- 1995 TRETTONDE NATTEN, griezelroman, Rabén & Sjögren, Stockholm (Zweeds, De dertiende nacht)
- 1996 IN DE GREEP VAN DE DUISTERNIS, griezelverhalen, Elzenga, Tilburg (onder pseudoniem het Griezelgenootschap met Bies van Ede & Tais Teng, Duisterlingen-boek 1)
- 1996 BLODRÖDA RUM, griezelroman, Rabén & Sjögren, Stockholm (Zweeds, Bloedrode kamers)
- 1996 Overal vuur, griezelroman, Elzenga, Tilburg (Valentina-3)
- 1997 DEN 13 TIME, griezelroman, Forum, Kopenhagen (Deens, De dertiende nacht)
- 1997 Dorstige schaduwen, Elzenga, Amsterdam (Valentina-4)
- 1997 VALENTINA UND DIE DREIZEHNTE NACHT, griezelroman, Arena, Würzburg (Duits, De dertiende nacht)
- 1998 VALENTINA UND DIE BLUTROTEN ZIMMER, Arena, Würzburg (Duits, Bloedrode kamers)
- 1998 Gezicht van de nacht, griezelroman, Elzenga, Amsterdam (onder pseudoniem het Griezelgenootschap, Duisterlingen-boek 3)
- 1998 VALENTINA UND DIE WÄCHTER DES FEUERS, griezelroman, Arena, Würzburg (Duits, Overal vuur)
- 1999 DE BLODRODE RUM, griezelroman, Forum, Kopenhagen (Deens, Bloedrode kamers)
- 1999 MAGIER DES BÖSEN, 2 griezelromans, Arena, Würzburg (Duits, De dertiende nacht + Bloedrode kamers)
- 1999 DUIVELSE DROMEN, griezelroman, Elzenga, Amsterdam (Valentina-5)
- 2000 VALENTINA UND DER FLUCH DER VAMPIRKATZEN, griezelroman, Arena, Würzburg (Duits, Dorstige schaduwen)
- 2001 ILDENS VOGTERE, griezelroman, Forum, Kopenhagen (Deens, Overal vuur)
- 2001 Kille dromen, griezelroman, Leopold, Amsterdam (Valentina-6), (11+)
- 2003 H@ppy Halloween, griezelroman, Leopold, Amsterdam, (10+)
- 2004 Valentina's schaduwboek (Leopold), (Valentina-7), (11+)
- Met het Griezelgenootschap¹ verhalen in: GRIEZELLIGE FEESTDAGEN, GRIEZELLIGE BEESTEN, GRIEZELLIGE VERTELLINGEN, GRIEZELLIGE TIJDEN, GRIEZELLIGE KLANKEN, GRIEZELLIGE SCHOOLDAGEN, GRIEZELLIGE GASTEN, GRIEZELLIGE HOBBY'S, 30 VERHALEN UIT DE GRIEZELCLUB, ALLE GRIEZELS ZIJN FAMILIE, Elzenga, Tilburg/Amsterdam, Leopold, Amsterdam
- Verhalenreeks VERHALEN UIT GREYSHUYSEN in De Griezelclubkrant, Elzenga/Leopold, Amsterdam (vanaf 1995, 24+ afleveringen)
- Verhalen over de rechten van het kind in: HET RECHT VAN DE BANAAN IS KROM, Bakermat, 1998 en IK HEB OOK MAAR TWEE VLEUGELS, Jeugd & Vrede, 2001
- Griezelpoëzie-cyclussen in: GRIEZELVERZEN 1 en GRIEZELVERZEN 2, Elzenga, Amsterdam 1998 en 1999

### Аудіо
- 1977 MIJN MOOIE DUISTERLINGE, griezelverhalen, Vl.Klank & Braillebibl. Varsenare (audio, 6 tapes)
- 1987 HET SCHIP UIT DE TOEKOMST, SF-roman jeugd, Vl.Klank & Baillebibl. Varsenare (audio)
- 1988 DEMENTIA, SF-hoorspel, Orage/Bernauw
- 1989 HYPNOS, griezelhoorspel, Orage/Bernauw
- 1993 GEEF ME MIJN LICHAAM TERUG!, griezelroman jeugd, audioboek Interval, lezer Joep Doren (45 min. versie)
- 1993 GEEF ME MIJN LICHAAM TERUG!, griezelroman jeugd, audioboek Interval, lezer Onno van Dijk (90 min. versie)
- 1994 METRO VAN DE ANGST, griezelroman jeugd, audioboek I.C., lezer Brenda Bertin (85 min. 2 tapes)
- 1995 DE SCHADUWMAN KOMT JE HALEN, audioboek Interval, lezer Onno van Dijk (85 min.)
- 1996 ONDERGRONDS, SF-griezelhoorspel, Teleac Nederland

### Інші роботи
- Понад 40 бульварних романів під різними псевдонімами.
- Переклади романів та оповідань з нідерландської та німецької на англійську та американську; з англійської та американської на нідерландську.